# Pia Mlakar
Pia Mlakar, rojena Maria Luiza Pia Beatrice Scholz, slovenska baletna plesalka in koreografinja, * 28. december 1908, Hamburg, † 24. marec 2000, Ljubljana.
Pia je bila žena, soplesalka in sodelavka Pina Mlakarja.

## Odlikovanja
Leta 1996 jo je predsednik Republike Slovenije Milan Kučan odlikoval s Srebrnim častnim znakom svobode Republike Slovenije za izjemne dolgoletne zasluge in osebni prispevek v slovenski gledališki kulturi.